# لي تي تان نيهان
لي تي تان نيهان (من مواليد 23 مارس 1970) عالمة رياضيات فيتنامية، وأستاذة الرياضيات ونائبة رئيس كلية العلوم في جامعة تاي نغوين.  تتعلق أبحاثها بالجبر التبادلي والهندسة الجبرية.

## السيرة الذاتية
كان والد نيهان جنديًا ومات في صغره، وكانت والدتها معلمة. ولدت في ثوا ثين-هوي، ونشأت في ثاي نغوين وكانت الطفلى الوسطى من ضمن خمس أطفال في عائلة فقيرة.
كانت تخطط لتصبح معلمة،  فدرست الرياضيات في كلية ثاي نجوين للتربية من 1986 إلى 1990، وحصلت على درجة البكالوريوس، وبعد التخرج أصبحت محاضرة في الرياضيات في نفس الكلية. واصلت تعليمها في جامعة هانوي للتربية، وحصلت على درجة الماجستير في عام 1995 ثم في معهد الرياضيات، أكاديمية فيتنام للعلوم والتكنولوجيا، وحصلت على درجة الدكتوراه. في عام 2001 تحت الإشراف المشترك للأستاذ د. نجوين تو كيونج ومارسيل موراليس من جامعة جوزيف فورييه .
انتقلت من كلية التربية إلى كلية العلوم في عام 2002، وتمت ترقيتها إلى أستاذ مشارك في عام 2005، لتصبح أصغر عالمة رياضيات في فيتنام بهذه الرتبة.  وقد شاركت أيضًا بالمركز الدولي للفيزياء النظرية في إيطاليا كعضو مشارك مبتدئ من عام 2002 إلى 2007 وكعضو مشارك منتظم من 2009 إلى 2014.  في عام 2009 أصبحت نائبة رئيس الجامعة.
تمت ترقية نيهان إلى أستاذة الرياضيات في عام 2015، لتصبح ثاني أستاذة رياضيات في فيتنام (أول أستاذة رياضيات فيتنامية في فيتنام هي الأستاذ هوانج شوان سين)

## الجوائز والتكريمات
في عام 2011، كانت واحدة من اثنين من الفائزين بجائزة كوفاليفسكايا، وهي جائزة سنوية لتعزيز دور المرأة في العلوم في فيتنام.     سميت الجائزة على اسم عالمة الرياضيات الروسية صوفيا كوفاليفسكايا، وقد أسسها عالم الرياضيات نيل كوبليتز وزوجته آن هيبنر كوبلتز في عام 1985، معتمدا على أرباح سيرة كوفاليفسكايا الذاتية اللتي كتبتها آن هيبنر كوبلتز. 